# Samikshavad
Samikshavad — художественное течение, которое зародилось в Северной Индии в середине 1970-х годов. Фундаментально отличается от западных движений искусства и не подвержено их влиянию.
Основным источником вдохновения для художников направления являются нынешние социальные, политические, культурные и экономические условия Индии. Его цель — освободить искусство от личных обязательств и социализировать его, превратить искусство из тайны в нечто, имеющее особую цель. Художники движения склонны своим творчеством вскрывать социальные проблемы распространённые в обществе и политике символическим и сатирическим художественным языком.
Движение изменило сценарий современной индийской живописи в Индии в конце 1970-х годов. Художниками которые стали вдохновителями нового движения были: Равиндра Нат Мишра, Хрида Нараян Мишра, Сантош Кумар Сингх, Вирендра Прасад Сингх, Рам Шабд Сингх, Рагхувир Сен Дхир, Вед Пракаш Мишра, Гопал Мадхукар Чатурведи, Бала Датт Панди, а также Рам Чандра Шукла, профессор и заведующий кафедрой живописи в Бенаресском индуистском университете, Варанаси.

## История
Самикшавад — это индийское движение современного искусства, которое противостоит тенденции индийских художников следовать западным направлениям современного искусства. Его основная цель — помочь создать в Индии такое искусство, которое будет брать своё начало на индийской земле.
«Самикша» — это санскритское слово, которое означает критику жизни и общества, в современном мире. Манифест движения был опубликован на первой выставке картин художников направления в галерее AIFACS (Всеиндийское общество изобразительных искусств и ремёсел) в 1979 году в Дели. Всего на выставке было представлено 26 картин написанных маслом. Художниками, чьи работы были включены в первую выставку были: Сантош Кумар Сингх, Вед Пракаш Мишра, Гопал Мадукар Чатурведи и Бала Датт Пандей.
Выставку открыл Шри Чандра Шехар, тогдашний лидер партии « Джаната». Выставка прошла успешна и вызвала широкий резонанс в культурном сообществе Индии. После её окончания поступило несколько предложений из других частей Индии о размещении у них этой же экспозиции. О новом направлении читались лекции в культурных учебных заведениях страны. Вскоре новое движение укрепилось в стране и создало новую атмосферу в области искусства для коренного развития индийского современного искусства.
Одним из важных факторов популярности нового движения стал отход его последователей от капиталистического подхода к современному искусству, при котором художник, в той или иной степени, пытается получить материальную выгоду от продажи своих произведений. В бедной стране искусство не могло достичь этой цели. Таким образом Самикшавада, не имела никакой другой цели кроме как служить людям и пытаться изменить общество.
Согласно концепции направления, цветовая палитра и форма художественных работ вторичны. Цвет, форма или их композиция, сами по себе такие же, как у абстрактного искусства, могут создавать музыкальный или магический эффект, но искусство не может выжить или преуспеть только за счёт этого. Полотно должно нести в себе глубокий смысл, направленный на социальный подъём общества. Художники не пытались претендовать на звание мастеров великого искусства, они согласны были быть ремесленниками. С их точки зрения, линия, форма, цвет, текстура или тона — это всего лишь элементы языка искусства и они не могут быть самоцелью. Они должны использоваться умело, чтобы служить цели общения или выражения. Если они терпят в этом неудачу, они подобны кучам бесполезных кирпичей, песка и цемента, собранных вместе. Они не могут претендовать на то, чтобы быть целеустремлёнными, если они не помогают создать здания, подходящего для жизни человека. Художники Самикшавада не были заинтересованы в том, чтобы показать своё мастерство или художественные качества как самоцель.
Темы картин Самикшавада взяты из общественной жизни простых людей, и не являются чем-то новым. Многие художники делали это в прошлом. Так, Амрита Шер-Гил была первым и самым влиятельным художником, описывающим в своих работах жизнь индийского общества. Сатиш Гуджрал на раннем этапе своего творчества также освещал общественную жизнь.
Но между ними и художниками Самикшавада есть разница в подходах. Большинство художников были заинтересованы в отображении их повседневной общественной жизни. Это также, несомненно, важно и полезно для осуществления социальных изменений, но художники Самикшавади не были удовлетворены только этим. Они пошли дальше. Они стали показывать бедственное положение людей, и вместе с тем показывать свою большую заинтересованность в художественной атаке на тех, кто за это ответственен. Если причины выявлены, люди будут готовы к тому, чтобы их устранить.
Кроме того, художники Самикшавади, как правило, были заинтересованы в сознательном символическом сарказме, который, безусловно, является новым явлением в области живописи. Такое отношение было в той или иной форме засвидетельствовано в некоторых работах художников в Индии и за рубежом, но никогда прежде оно не выступало как объединённое движение с этой конкретной целью.

## Манифест Самикшавада
Опубликован в 1979 году.
1. Мы отвергаем все зарубежные движения современного искусства.
2. Мы отвергаем слепое подражание прошлому.
3. Мы отвергаем индивидуализм.
4. Мы отвергаем двусмысленность.
5. Мы отвергаем жёсткость.
6. Мы отвергаем формализм.
7. Мы отвергаем Анти-арт движение.
8. Мы отвергаем идею спутанного творчества.
9. Мы отвергаем идею искусства ради искусства.
10. Мы презираем подход движения по стопам Запада.
11. Мы отвергаем технику как самоцель.
12. У нас есть свои корни в индийской почве.
13. Мы питаемся индийской культурой, искусством и обществом.
14. Мы выражаем желание простого человека.
15. Мы выражаем немые чувства масс.
16. Мы стремимся очистить общество.
17. Мы нападаем на эксплуататоров общества.
18. Мы верим в импрессионизм.
19. Мы верим в прогресс и рост.
20. Мы верим, что истина не радует красоту.
21. Мы верим в символический реализм.
22. Мы верим в реформы.
23. Мы верим в революцию.
24. Мы верим в критику жизни и общества, чтобы построить лучший мир.